# Heminodus
Heminodus – rodzaj morskich ryb skorpenokształtnych z rodziny Peristediidae, wcześniej zaliczany był do kurkowatych (Triglidae).

## Klasyfikacja
Gatunek zaliczany do tego rodzaju:
- Heminodus philippinus